# Anthrenoides serranicola
Anthrenoides serranicola är en biart som beskrevs av Urban 2005. Anthrenoides serranicola ingår i släktet Anthrenoides och familjen grävbin. Inga underarter finns listade i Catalogue of Life.